# Дандар Аюшеєв
Дандар Дампілович Аюшеєв (1910—1971) — бурятський композитор, Народний артист Бурятської АРСР.

## Біографія
Дандар Дампілович народився 4 (17) вересня 1910 року в улусі Нуган Іркутської губернії (нині в Тункінському районі Республіки Бурятія). Виховувався в буддійському монастирі — Киренському дацані. Його гру на бішхурі в дацані почув Павло Берлінський, який працював у Бурятії в музично-етнографічній експедиції. За порадою Берлінського Аюшеєв у 1932 році вступив до Верхньоудинський технікум мистецтв. У технікумі почав складати музику. Створив національний оркестр хурів, керував хоровим колективом Буркавбригади в Нижній Березівці. У 1936 — 1938 роках працював редактором на радіо в Улан-Уде.
За порадою Рейнгольда Глієра Аюшеєв вступив у студію при Свердловській консерваторії по класу професора Маркіяна Фролова. В 1943 році Аюшеєв закінчив консерваторію і повернувся в Улан-Уде. З 1944 року — член КПРС. З 1946 по 1963 рік Дандар Дампілович був головою Бурятського відділення Спілки композиторів РРФСР. Викладав у музичному училищі, очолював республіканське відділення Всеросійського хорового товариства. У 1963 році Аюшеєву було присвоєно звання Народного артиста Бурятської АРСР.
Дандар Аюшеєв помер 18 жовтня 1971 року в Улан-Уде.

## Нагороди
- орден Леніна (24.12.1959)

## Творчість
Дандар Аюшеєв є автором понад ста творів, серед яких опера, балет, ораторії і кантати, три 3 сюїти (1941, 1943, 1944), симфонічні і камерні п'єси, музика до вистав і кінофільму, хори, романси, обробки бурятських народних мелодій, понад 100 пісень.
Опери:
- «Даріма» (1946 рік)
- «Побратими» — у співавторстві з Борисом Майзелем (поставлена Бурятським державним академічним театром опери та балету в Улан-Уде в 1959 році), у другій редакції — «Брати», поставлена в 1962 році.
- «Саян»
- «Сагаан-хатан» — завершена в середині 1990-х Жигжитом Батуєвим.

Балет «Бато» поставлений в Улан-Уде в 1948 році.